# 1476
| 1476               |
| ------------------ |
| Dødsfald - Fødsler |
|                    |

| Gregoriansk kalender | 1476 MCDLXXVI           |
| Ab urbe condita      | 2229                    |
| Armensk kalender     | 925 ԹՎ ՋԻԵ              |
| Kinesiske kalender   | 4172 – 4173 乙未 – 丙申 |
| Etiopisk kalender    | 1468 – 1469             |
| Jødisk kalender      | 5236 – 5237             |
| Hindukalendere       |                         |
| - Vikram Samvat      | 1531 – 1532             |
| - Shaka Samvat       | 1398 – 1399             |
| - Kali Yuga          | 4577 – 4578             |
| Iransk kalender      | 854 – 855               |
| Islamisk kalender    | 881 – 882               |

Konge i Danmark: Christian 1. 1448-1481
Se også 1476 (tal)

## Født
- Dato ukendt - Juan Sebastián Elcano, spansk opdagelsesrejsende (død 1526).
- Dato ukendt – Pierre du Terrail, Chevalier de Bayard – Ridderen uden frygt og dadel (død 1524).

## Dødsfald
- 9. november - Amico Agnifilo della Rocca, italiensk kardinal